# 四方河（省中医院）站
四方河（省中医院）站是贵阳轨道交通3号线的地铁车站，位于中华人民共和国贵州省贵阳市南明区花溪大道与四方河路交叉口北侧，于2023年12月16日开通。

## 车站结构
四方河（省中医院）站沿花溪大道南北向设置，为地下二层岛式站台车站，车站长215米，宽18.3米，车站地下一层为站厅层，地下二层为站台层。
| 地面              | 出入口 | A、B、C出入口 |
| 地下一层          | 站厅   | 客服中心、自动售票机、验票机                                                                                        |
| 地下二层          | 站台   | \| \| \| █ 3号线往洛湾（皂角井） \| \| 島式 · 開左邊车门 \| \| \| \| \| \| █ 3号线往桐木岭（省委党校）（甘荫塘） \| |
|                   |        | █ 3号线往洛湾（皂角井）                                                                                             |
| 島式 · 開左邊车门 |        | |
|                   |        | █ 3号线往桐木岭（省委党校）（甘荫塘）                                                                               |

## 车站出口
四方河（省中医院）站共设3个出口，各出口及周围设施如下所示：
| 编号                | 出入口信息                                           | 照片 | 无障碍设施 |
| ------------------- | ---------------------------------------------------- | ---- | ---------- |
| A · 出口 · （设有） | 花溪大道，四方河路，广东省中医院贵州医院，四方河小学 |      |            |
| B · 出口            | 花溪大道                                             |      | 不適用     |
| C · 出口 · （设有） | 花溪大道                                             |      |            |
| 图例： 设有         |                                                      |      |            |

## 接驳交通

### 公交车
- 四方河路：5路，53路，202路，203路，211路支，248路，S248路，688路

## 车站历史
本站建设时期工程名为四方河路站，开通前正式命名为四方河（省中医院）站，站名来自车站所处的四方河社区及附近的广东省中医院贵州医院。
- 2020年4月30日，车站主体结构封顶[5]。
- 2023年12月16日，车站随3号线一期工程通车开通[2]。